# India medieval

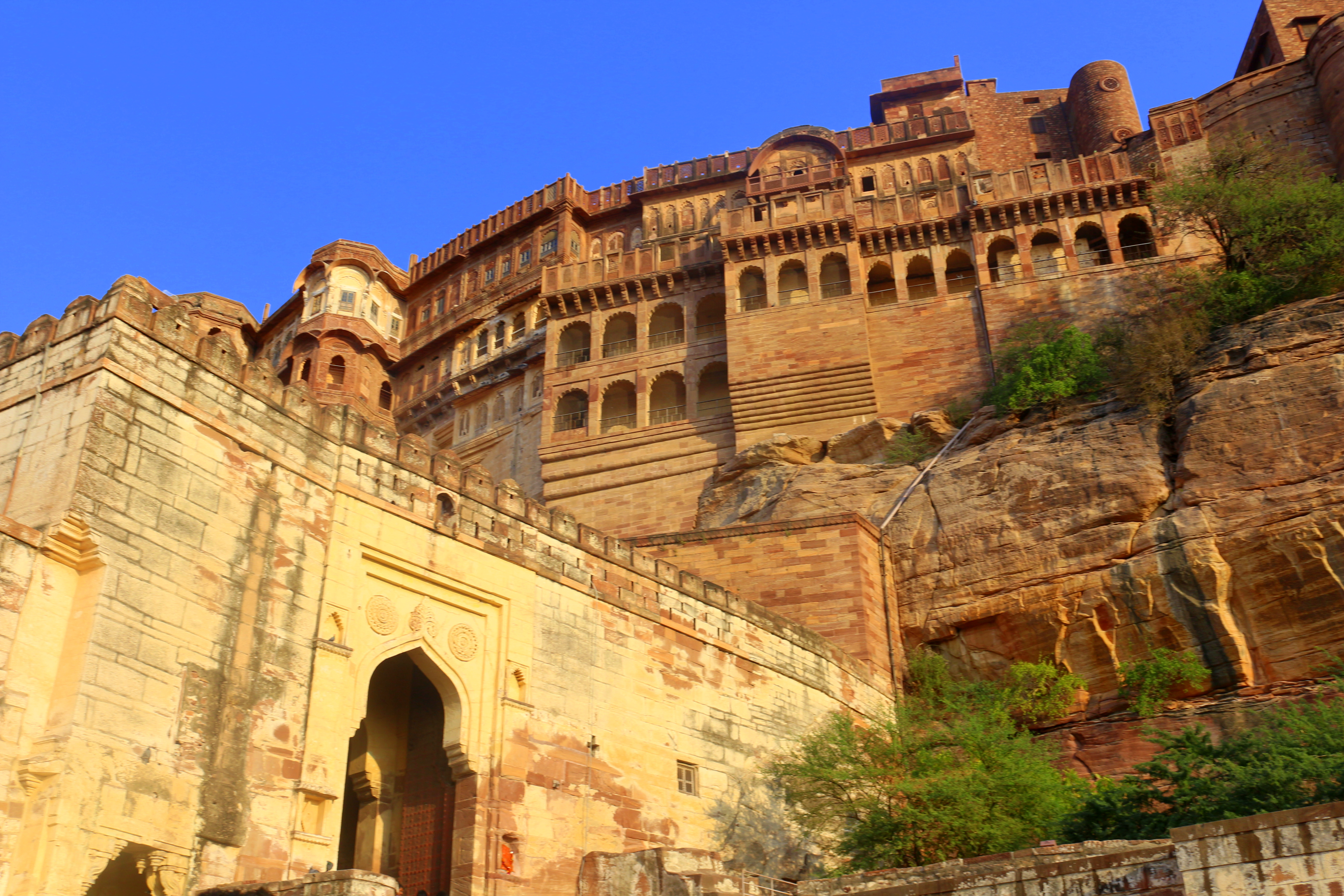
La Fortaleza de Mehrangarh fue construida en la India medieval durante el reinado de Jodha de Mandore.

La India medieval se refiere a un largo periodo de la historia del subcontinente indio entre el "periodo antiguo" y el "periodo moderno". Se suele considerar que transcurre entre la desintegración del Imperio Gupta en el siglo VI d. C. y el inicio del Imperio Mogol en 1526, aunque algunos historiadores consideran que comienza y termina más tarde que estos puntos.

## Definiciones

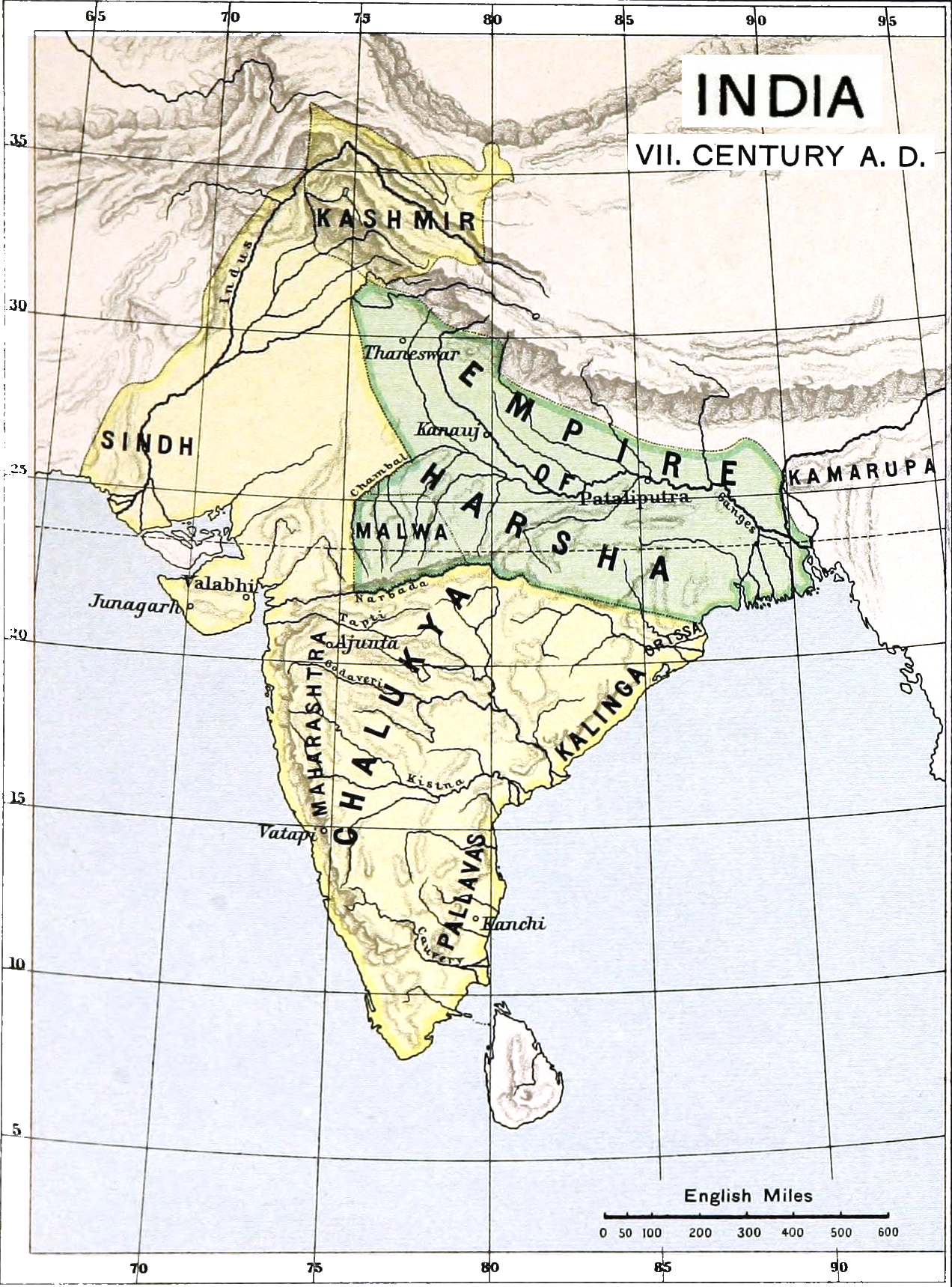
La India medieval durante el Imperio Harsha del siglo VI d. C.

Una definición incluye el periodo que va desde el siglo VI, la "primera mitad del siglo VII", o el siglo VIII hasta el siglo XVI, coincidiendo esencialmente con la Edad Media de Europa. Puede dividirse en dos periodos: El "periodo altomedieval", que duró desde el siglo VI hasta el XIII, y el "periodo bajomedieval", que duró desde el siglo XIII hasta el XVI, y que terminó con el inicio del Imperio Mogol en 1526. La época mogol, del siglo XVI al XVIII, suele denominarse periodo moderno temprano, pero a veces también se incluye en el periodo "tardomedieval".
Una definición alternativa, que suele aparecer en los autores más recientes que siguen utilizando el término, adelanta el inicio de la época medieval al año 1000 de la era cristiana o al siglo XII. El final puede retroceder hasta el siglo XVIII, Por lo tanto, este período puede ser considerado efectivamente como el comienzo de la dominación musulmana (India del Norte) a la India británica. O el periodo "altomedieval" como el que comienza en el siglo VIII y termina en el siglo XI.
El uso de "medieval" como término para periodos de la historia de la India ha sido objetado a menudo, y probablemente se está volviendo más raro (hay una discusión similar en términos de la historia de China). Se argumenta que ni el inicio ni el final del periodo marcan realmente cambios fundamentales en la historia de la India, comparables a los equivalentes europeos. Burton Stein todavía utilizó el concepto en su Historia de la India (1998, refiriéndose al periodo que va desde los Guptas hasta los mogoles), pero la mayoría de los autores recientes que lo utilizan son indios. Como es lógico, suelen especificar en sus títulos el periodo que abarcan.

## Períodos

### Período medieval temprano
Se suele considerar que el inicio del periodo es el lento colapso del Imperio Gupta entre el 480 y el 550 aproximadamente, lo que pone fin al periodo "clásico", así como a la "India antigua", aunque ambos términos pueden utilizarse para periodos con fechas muy diferentes, especialmente en campos especializados como la historia del arte o la religión. Otra alternativa para el período anterior es el "histórico temprano", que se extiende "desde el siglo VI a.C. hasta el siglo VI d.C.", según Romila Thapar.
Al menos en el norte de la India, no hubo un estado más grande hasta el Sultanato de Delhi, o ciertamente el Imperio Mogol, pero hubo varias dinastías diferentes que gobernaron grandes áreas durante largos períodos, así como muchas otras dinastías que gobernaban áreas más pequeñas, a menudo pagando algún tipo de tributo a los estados más grandes. John Keay sitúa el número típico de dinastías en el subcontinente en un momento dado entre 20 y 40, sin incluir los rajas locales.
- La dinastía Pratihara fue la última dinastía más grande del norte de la India, que rivalizó con el imperio Gupta en extensión y gobernó la mayor parte de la India desde el siglo VI hasta el siglo XI. Tuvieron éxito en detener las conquistas musulmanas de la India durante casi 400 años y destruyeron los ejércitos musulmanes según los relatos árabes. su capital era kannuaj y fueron el primer imperio Rajput. Se pueden diferenciar de otros reinos ya que fueron llamados Pratiharas imperiales.
- La dinastía Chalukya gobernó la mayor parte del Decán occidental y parte del sur de la India, entre los siglos VI y XII. De habla canarés, con capital en Badami.
- La dinastía Rashtrakuta, fue una dinastía kannada que gobernó gran parte del subcontinente indio entre los siglos VI y X y que construyó el centro del Patrimonio Mundial Ellora, Maharashtra.
- Chalukyas orientales, siglos VII y XII, dinastía Canarés del sur de la India cuyo reino estaba situado en el actual Andhra Pradesh eran los descendientes de los Chalukyas occidentales.
- Dinastía Pallava, gobernantes del pueblo Telugu y de algunas zonas tamiles desde el siglo VI al IX.
- Dinastía Pala, los últimos grandes gobernantes budistas, de los siglos VIII al XII en Bengala. Controló brevemente la mayor parte del norte de la India en el siglo IX.
- Imperio Chola, un imperio del sur de la India que gobernó desde Tamil Nadu y se extendió hasta incluir territorios del sudeste asiático en su apogeo. Del siglo IX al siglo XIII.
- Imperio de Harsha, breve periodo de control de la mayor parte del norte de la India, desde el año 601 hasta el 647, bajo Harsha de la dinastía Vardhana.
- Imperio de los chalukya occidentales, gobernó la mayor parte del Decán occidental y parte del sur de la India, entre los siglos X y XII. De habla canarés, con capital en Badami.
- Dinastía Kalachuri, gobernó zonas de la India central durante los siglos X-XII.
- Dinastía Ganga Occidental, fue una importante dinastía gobernante de la antigua Karnataka, a menudo bajo el dominio de estados más grandes, desde el año 350 hasta el 1000 d. C. aproximadamente. El gran monolítico Bahubali de Shravanabelagola fue construido durante su gobierno.
- Dinastía Ganga Oriental, fue una dinastía real que gobernó la región de Odisha y que es descendiente de la Dinastía Ganga Occidental canarés y del Imperio Chola tamil. Han construido el famoso Templo del Sol de Konark y el Templo de Yáganat.
- Imperio Hoysala, un destacado imperio kannadiga de India del Sur que gobernó la mayor parte del actual estado de Karnataka entre los siglos X y XIV. La capital de los Hoysalas se encontraba inicialmente en Belur, pero posteriormente se trasladó a Halebidu.
- Reino Kakatiya, una dinastía de Telugu que gobernó la mayor parte del actual Andhra Pradesh, India, desde 1083 hasta 1323 CE.
- La dinastía Sena, fue una dinastía hindú que gobernó desde Bengala hasta los siglos XI y XII. En su apogeo, el imperio cubría gran parte de la región nororiental del subcontinente indio. Los gobernantes de la dinastía Sena tenían su origen en la región de Karnataka, en el sur de la India.
- Kamarupa, del siglo IV al XII en Assam, gobernada por tres dinastías.

### Época medieval tardía
Tras las conquistas musulmanas en el subcontinente indio y la decadencia del budismo, se vio la fundación del Sultanato de Delhi y la creación de la arquitectura indoislámica, seguida de la principal nación comercial del mundo Sultanato de Bengala.
- Sultanato de Delhi, cinco dinastías de corta duración, con sede en Delhi, desde 1206 hasta 1526, cuando cayó en manos del Imperio Mogol.
- Dinastía Chero, 12.ª CE-18.ª CE, gobernó gran parte del este de Uttar Pradesh, Bihar y Jharkhand.
- Sultanato de Bengala, 1352 a 1576, gobernó Bengala y gran parte de Birmania.
- Reino Reddy, 1325 a 1448, en Andhra Pradesh.
- Dinastía Seuna, 1190-1315, una antigua dinastía Kannada-Maratha, que en su apogeo gobernó un reino que se extendía desde el río Tungabhadra hasta el Narmada, incluyendo el actual Maharashtra, el norte de Karnataka y partes de Madhya Pradesh, desde su capital en Devagiri.
- Estados Rajput, fueron un grupo de Rajput hindúes que gobernaban el actual Rayastán, y en ocasiones gran parte de Madhya Pradesh, Guyarat, Uttarakhand, Himachal Pradesh, Uttar Pradesh occidental y Uttar Pradesh central. Muchos reinos de Rajput continuaron bajo los mogoles y como Estados principescos en la India británica hasta la Independencia de la India.

#### Otros reinos destacados
- Imperio Vijayanagara, 1336-1646, un imperio hindú-Kannadiga con sede en Karnataka, en la región de la Meseta del Decán. Patrimonio de la Humanidad de la UNESCO Hampi en el distrito de Bellary de Karnataka fue su capital.
- Reino Gajapati, fue una dinastía medieval hindú que gobernó sobre Kalinga (la actual Odisha).

#### Noreste de la India
- Reino de Kamata, establecido a mediados del siglo XIII, se dividió en 1582 en Koch Bihar (finalmente un estado principesco) y Koch Hajo (finalmente absorbido por el reino Ahom).
- Reino de Chutia, desconocido hasta 1523, alrededor de Sadiya en Assam y Arunachal Pradesh, cayó en manos del reino Ahom.
- Reino Ahom, 1228-1826, valle del Brahmaputra en Assam, resistió con éxito a los mogoles en la Batalla de Saraighat y en la Batalla de Itakhuli, finalmente tomada por los británicos.
- Reino de Dimasa, del siglo XIII a 1832, en las colinas de Cachar del Norte y el valle de Barak en Assam, finalmente anexionado por los británicos.
- Reino de Tripura, de origen desconocido, sobrevivió como estado principesco durante el Raj británico y fue absorbido por la India.
- Reino de Manipur, desconocido hasta 1949, estado principesco durante el Raj británico y absorbido por la India en 1949.
- Reino de Jaintia

### Principios de la era moderna
El inicio del Imperio Mogol en 1526 marcó el comienzo del período moderno temprano de la historia de la India, a menudo denominado era mogol. A veces, la era mogol también se denomina periodo "bajomedieval".
- Imperio Mogol, fue un estado imperial fundado por Babur, de origen turcomongol de Asia Central. El imperio gobernó la mayor parte del subcontinente indio desde el siglo XVI hasta el XVIII, aunque perduró un siglo más, terminando formalmente en 1857.
- Imperio Maratha, fue una potencia imperial con sede en el actual Maharashtra en el oeste de la India. Los marathas sustituyeron el dominio mogol sobre grandes partes de la India en el siglo XVIII, pero perdieron las Guerras anglo-maratha a principios del siglo XIX, y se convirtieron en gobernantes de Estados principescos.
- Reino de Mysore, fue un reino kannada fundado en 1399 en las cercanías de la moderna ciudad de Mysore. Totalmente independiente tras la caída del Imperio Vijayanagara en 1646, redujo su tamaño con los británicos, pero gobernó como estado principesco hasta 1947.
- Dinastía Nayak de reyes canarés, telugu y tamil gobernó partes del sur de la India tras la caída del Imperio Vijayanagara en 1646. Su contribución puede verse en Ikkeri, Sri Ranga, Madurai y Chitradurga.
- Reino de Bharatpur, fue un reino de Jat fundado en 1722 en las cercanías de la moderna ciudad de Bharatpur. Fue fundado durante la caída del Imperio Mogol, reducido en tamaño por los invasores, pero gobernado como un estado principesco hasta 1947.
- Imperio Sij,[19] fue una gran potencia en el noroeste del subcontinente indio, que surgió bajo el liderazgo del Majarash Ranjit Singh en la región del Punyab. Fue usurpado por la Compañía Británica de las Indias Orientales entre principios y mediados del siglo XIX, tras la victoria británica en las guerras anglosajonas.

## Historiografía
Las obras históricas modernas escritas sobre la India medieval han recibido algunas críticas por parte de los estudiosos de la historiografía de la época. E. Sreedharan sostiene que, tras la independencia de la India y hasta la década de 1960, los historiadores indios solían estar motivados por el nacionalismo indio. Peter Hardy señala que la mayoría de las obras históricas modernas sobre la India medieval hasta entonces fueron escritas por historiadores británicos e hindúes, mientras que el trabajo de los historiadores musulmanes modernos estaba poco representado. Sin embargo, sostiene que parte de la Historiografía Musulmana moderna sobre la India medieval de la época estaba motivada por la apologética islámica, intentando justificar "la vida de los musulmanes medievales ante el mundo moderno".
Ram Sharan Sharma ha criticado el simplismo con el que se suele dividir la historia india en un periodo antiguo "hindú", un periodo medieval "musulmán" y un periodo moderno "británico". Sostiene que no hay una distinción clara y nítida entre cuándo terminó el período antiguo y cuándo comenzó el período medieval, señalando fechas que van desde el siglo VII hasta el siglo XIII.